# Kloster Toplou

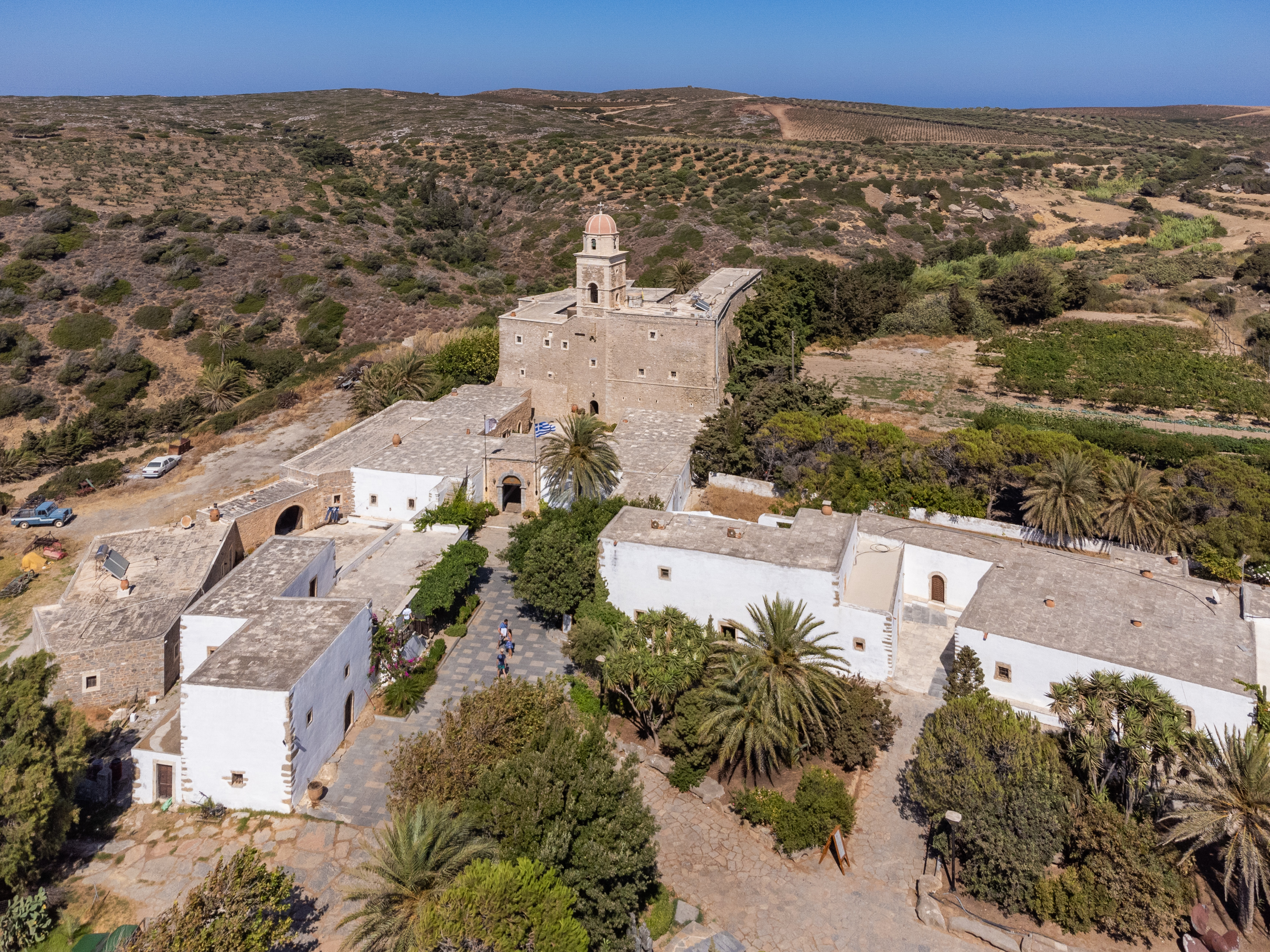
Gesamtansicht

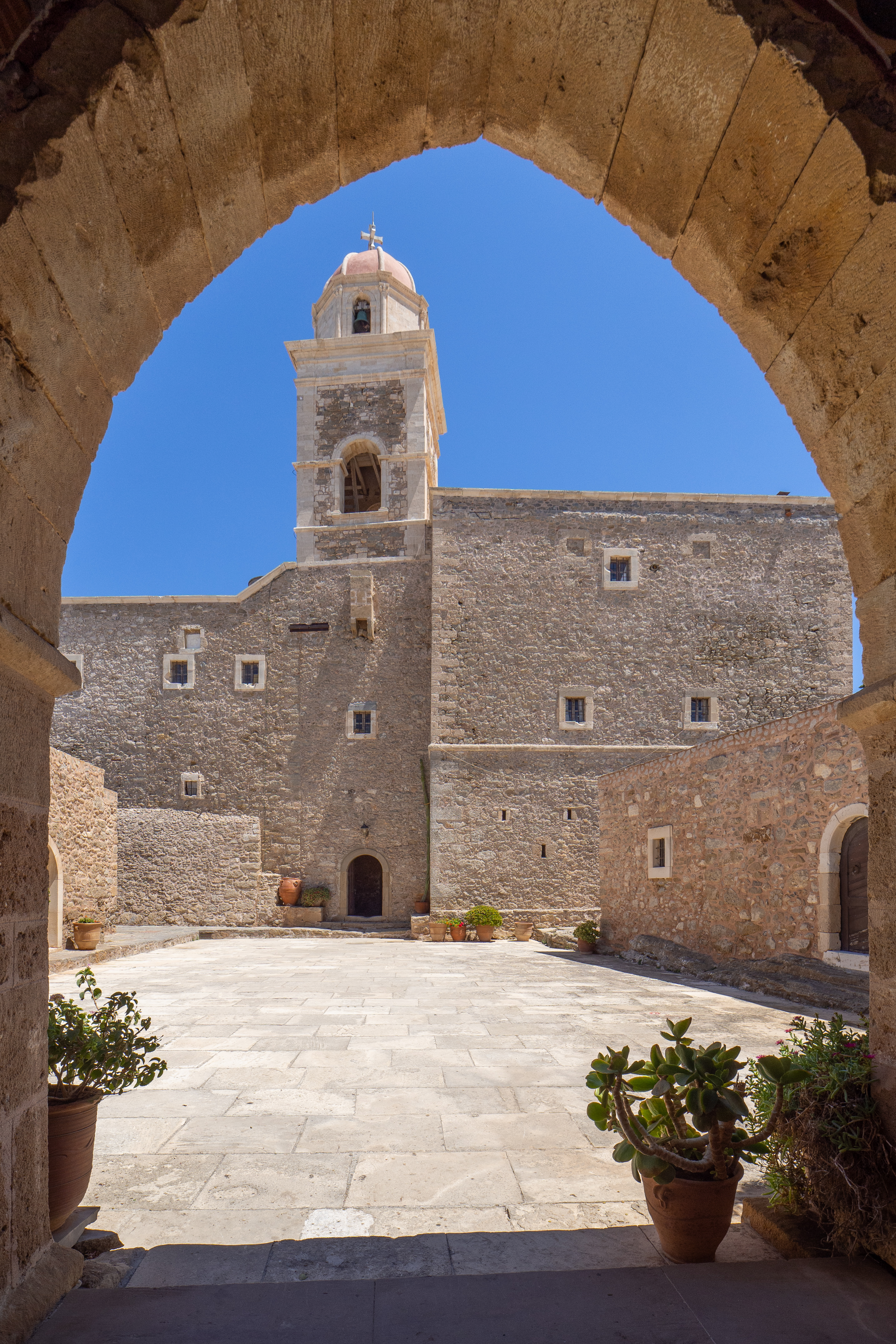
Glockenturm

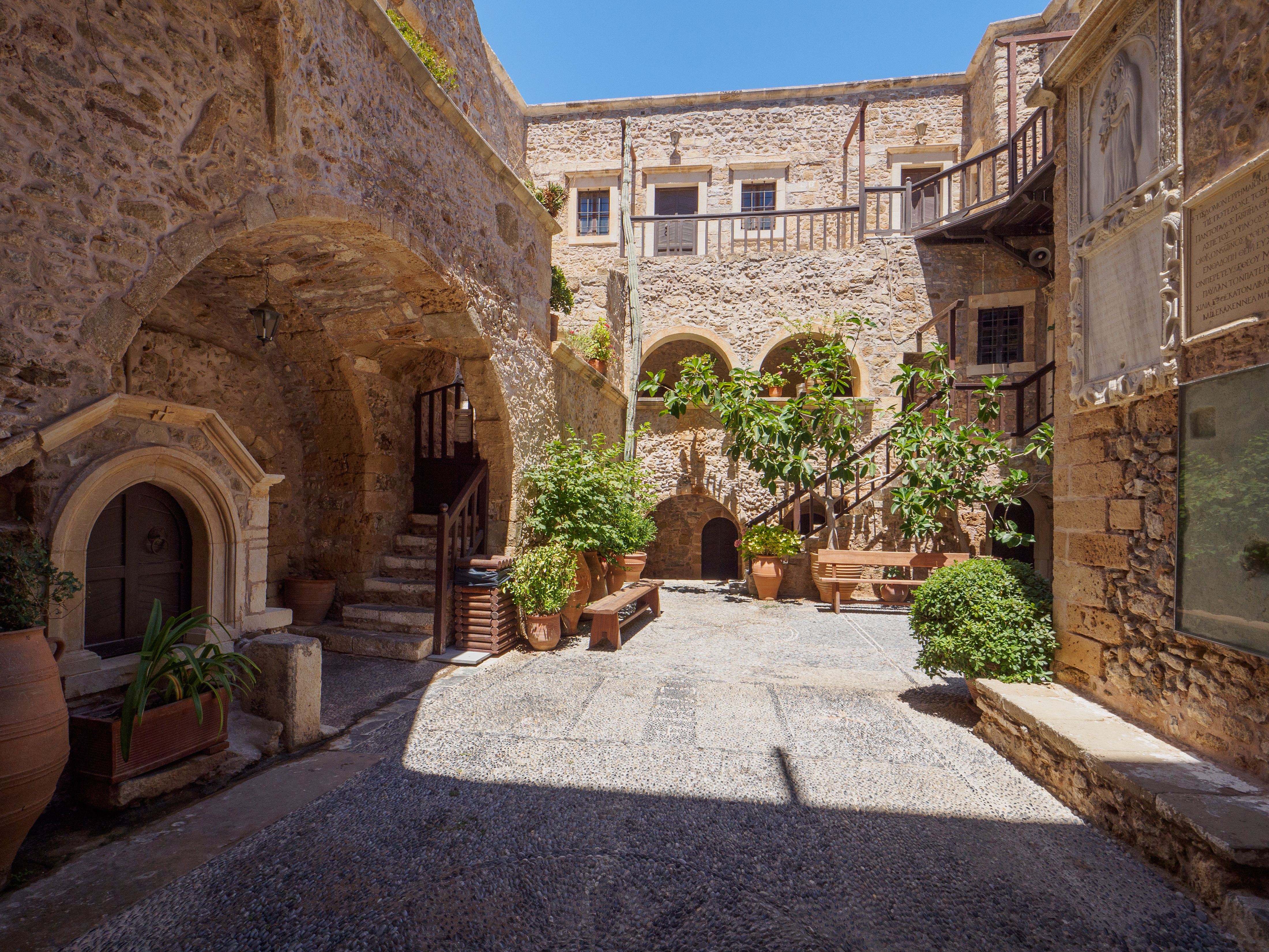
Innenhof

Das Kloster Toplou, griechisch Μονή Τοπλού, Moni Toplou, liegt im Osten der Insel Kreta, ca. 20 km von Sitia entfernt. Seine Geschichte, eine wertvolle Ikonensammlung und in jüngerer Zeit das Engagement für die ökologische Landwirtschaft machen es zu einem der bekanntesten kretischen Klöster.

## Namen und Geschichte
Der Name Toplou stammt aus dem türkischen toplu und bedeutet so viel wie „ein Gebäude, das über eine Kanone verfügt“.
Die Gründung des Klosters geht bis ins 14. Jahrhundert zurück. Im Laufe der wechselvollen Geschichte wurde das Kloster mehrmals von Piraten und 1612 durch ein schweres Erdbeben zerstört und wiederaufgebaut. Wie das Kloster Arkadi und andere kretische Abteien war Toplou während der osmanischen Herrschaft ein Zufluchtsort für Partisanen. Während der Besatzung durch die deutsche Wehrmacht im Zweiten Weltkrieg betrieben kretische Widerstandskämpfer eine Funkstation im Kloster.
Bis ins 20. Jahrhundert hinein waren die Mönche des Klosters Selbstversorger, eine restaurierte alte Windmühle im Außenhof zeugt davon. Die zur Abtei gehörenden umliegenden Weinberge und Olivenhaine werden seit 1992 ökologisch bewirtschaftet.

## Ikonenmuseum
Berühmt ist das Kloster für sein Ikonen-Museum, in dem die Großikone Megas ei Kyrie („Allmächtig bist Du, oh Herr“), ein Werk des damals 25 Jahre alten Malers Joannis Kornaros aus dem Jahr 1770, aufbewahrt wird. Diese Großikone zählt zu den bedeutendsten sakralen Kunstwerken der orthodoxen griechischen Kirche und bringt heute zahlreiche Kunstinteressierte ins Kloster.
In den 1980er Jahren konnte der Abt des Klosters einen der wenigen Freskenmaler, die noch in Griechenland tätig sind, für das Kloster gewinnen. Der auf einen Rollstuhl angewiesene Manolis Betinakis fertigte bis 1997 verschiedene Fresken, welche die Apostelgeschichte darstellen, sie sind in kräftigen Farben gehalten und zeugen von höchster Kunstfertigkeit. Der Raum mit den Fresken ist nur nach vorheriger Absprache zugänglich.

## Touristisches
Das Kloster kann gegen eine kleine Gebühr besichtigt werden. In einem zugehörigen Geschäft werden Devotionalien angeboten, in der von den Mönchen geführten Taverne kann der hauseigene Bio-Klosterwein verkostet werden.

## Toplou-Schlucht

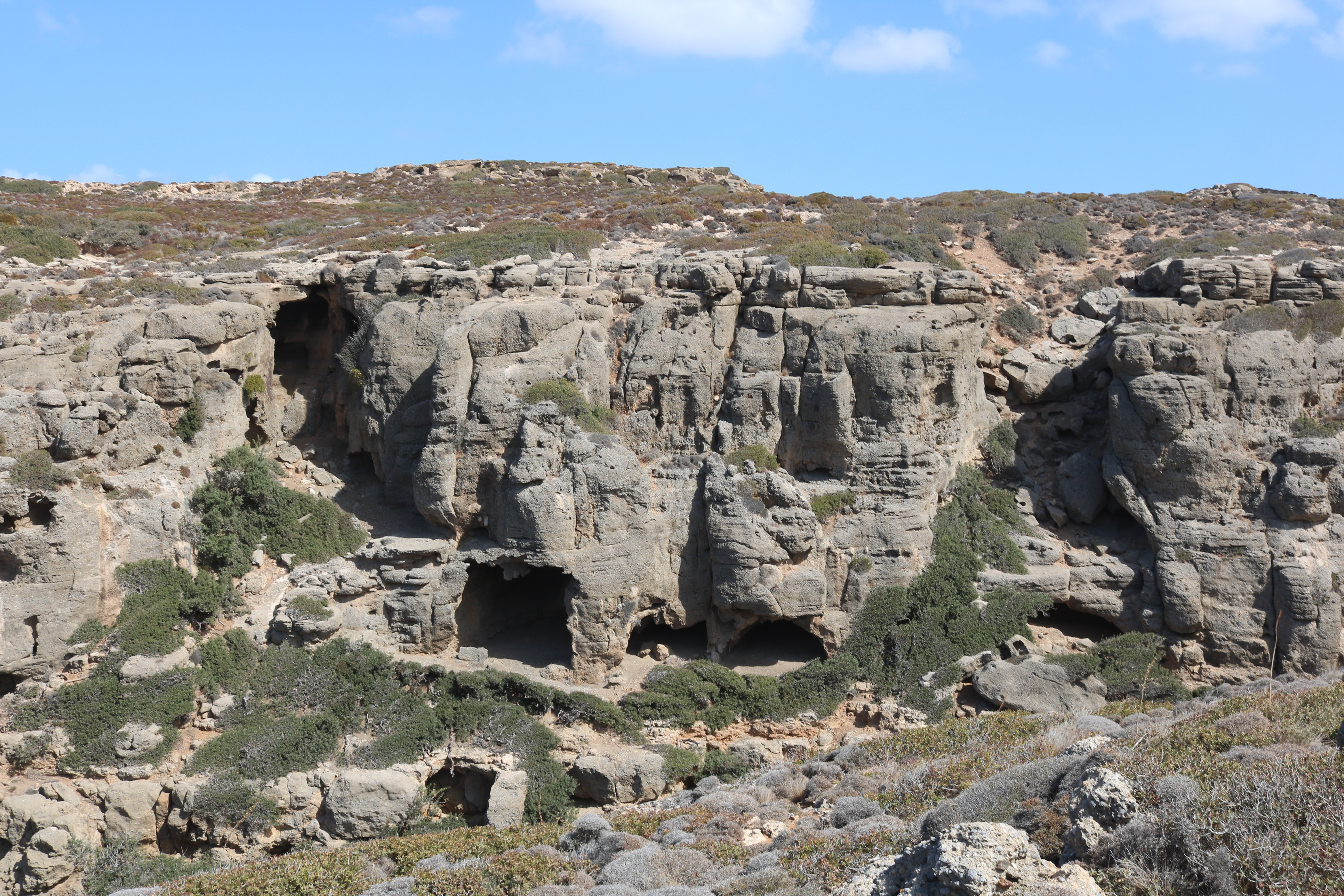
Toplou-Schlucht

Zum weitläufigen Grundbesitz des Klosters gehört neben dem Palmenstrand von Vai auch die Schlucht von Toplou. Diese erstreckt sich von der Zufahrt zum Kloster auf einer Länge von etwa zwei Kilometer in Richtung Nordost. Auf einer als Georoute ausgewiesenen Wanderung kann dem Schluchtverlauf bis kurz vor der Einmündung ins Kretische Meer gefolgt werden. In den Schluchtwänden befinden sich etliche Höhlen und bizarr geformte Tafoni.